# Flagge Tadschikistans
Die Flagge Tadschikistans wurde am 24. November 1992 offiziell eingeführt.

## Symbolik

Präsidentenflagge

Die Nationalflagge ist von der Farbgebung her mit der der Flagge Irans gleich und weist auf die ethnische Verbundenheit dieser Völker hin. Dass die Anordnung der Farben jener der Flagge Ungarns entspricht, ist dagegen Zufall. Während bei der ungarischen Flagge alle Streifen gleich breit sind, ist der mittlere weiße Streifen der tadschikischen Flagge breiter (rot:weiß:grün 2:3:2).
Den Farben werden folgende Bedeutungen zugesprochen:
- Grün symbolisiert den dringend benötigten landwirtschaftlichen Anbau in den wenigen Tälern und Ebenen des von Bergen beherrschten Landes.
- Weiß steht für Baumwolle, den Hauptreichtum der Nation, sowie für Schnee und Eis auf den Bergen.
- Rot ist die Farbe der Einheit des Volkes und Brüderlichkeit mit den Nationen der Welt. Rot war die Grundfarbe auf den Flaggen aller ehemaligen Sozialistischen Sowjetrepubliken.

Die Krone weist wahrscheinlich auf den Landesnamen Tadschikistan hin, in dem das Wort für Krone (tadschikisch тоҷ / todsch, persisch تاج, DMG tāǧ) steckt. Krone und Sterne symbolisieren die Souveränität des Landes, die Freundschaft zwischen allen Nationalitäten und die Einheit der Arbeiter, Bauern und Intellektuellen. Nach anderen Deutungen stehen die sieben Sterne für die sieben Provinzen (Wilojats) von Tadschikistan bzw. für die magische Zahl Sieben in der persischen Kultur.
Außerdem existiert noch eine Präsidentenflagge, die 2006 zur dritten Amtszeit von Emomali Rachmon eingeführt wurde. Sie verwendet die tadschikisch-persische Trikolore mit der Derafsch-e Kaviani, der königlichen Standarte des Sassaniden-Reichs. Darin ist ein geflügelter Löwe vor einem blauen Himmel unter einer kleinen Krone mit sieben Sternen dargestellt.

## Geschichte

Flagge der Tadschikischen SSR (1953–1991)

Flagge Tadschikistans (1991–1992)

Zu Zeiten der Sowjetunion verwendete die Tadschikische Sozialistische Sowjetrepublik die Flagge der Sowjetunion mit einem weißen und einem grünen, horizontalem Streifen, den Nationalfarben. Tadschikistan war die letzte der 15 Sowjetrepubliken, die am 20. März 1953 diese neue Form der Flaggen der Sowjetrepublik angenommen hat. Davor hatten die Flaggen der Sowjetrepubliken unterhalb von Hammer und Sichel nur den Namen der Republik. Außerdem war die ab 1953 verwendete Flagge die einzige in der Sowjetunion, die traditionelle Farben aus der nationalen Kultur enthielt.
Auch bei der Erlangung der Unabhängigkeit ließ man sich im Vergleich zu anderen Nachfolgestaaten der Sowjetunion am längsten Zeit, eine neue Nationalflagge anzunehmen. Zwischen 1991 und 1992 entfernte man nur die kommunistischen Symbole Hammer und Sichel.